# Stefan Glowacz
Stefan Glowacz (ur. 22 marca 1965 w Tittmoning) – niemiecki wspinacz czeskiego pochodzenia.

## Kariera wspinaczkowa
Rozpoczął wspinanie w wieku lat 15 i już po kilku latach stał się jednym z najbardziej uznanych wspinaczy sportowych.
Od 1993 poświęcił się wyprawom wspinaczkowym na najtrudniejsze ściany skalne między innymi w Kanadzie, Patagonii, Antarktydzie.

### Sukcesy we wspinaczce sportowej
- 1987, 1988, 1992: zwycięstwo w zawodach Rock Master
- 1992: zwycięstwo w pokazowych zawodach w czasie olimpiady w Albertville
- 1993: wicemistrzostwo świata w konkurencji prowadzenie

### Sukcesy we wspinaczce skalnej
- 1994: "Des Kaisers neue Kleider" (X+/8b+/5.14a), droga wspinaczkowa uznawana przez kolejne 9 lat za najtrudniejszą w Alpach
- pierwsze przejścia ścian skalnych: "Renard Tower" (Antarktyda), "Tupilak", "Ulamartorsuaq" (Grenlandia) i "Mount Harrison Smith" (Kanada)
- 2001: pokonanie dwóch pozostałych dróg wspinaczkowych uznawanych za najtrudniejsze w Alpach, określanych razem jako Trylogia: "End of silence" (X/8b/5.13d) Thomasa Hubera, "Silbergeier" (X/8b/5.13d) Beata Kammerlandera
- 2006: nominowany do nagrody Złotego Czekana za pokonanie 27-wyciągowej drogi wspinaczkowej (IX+/7c+/5.13a, A2, M4) na północnej ścianie góry Mullaron w Patagonii.

## Filmy
- 1991: Krzyk kamienia, (reż. Werner Herzog), aktor

## Książki
- "W skale i lodzie. Życie na czubkach palców"; Stefan Glowacz, Ulrich Klenner; (pl. wydanie: 2005, Wydawnictwo Dolnośląskie)